# Milan Furo

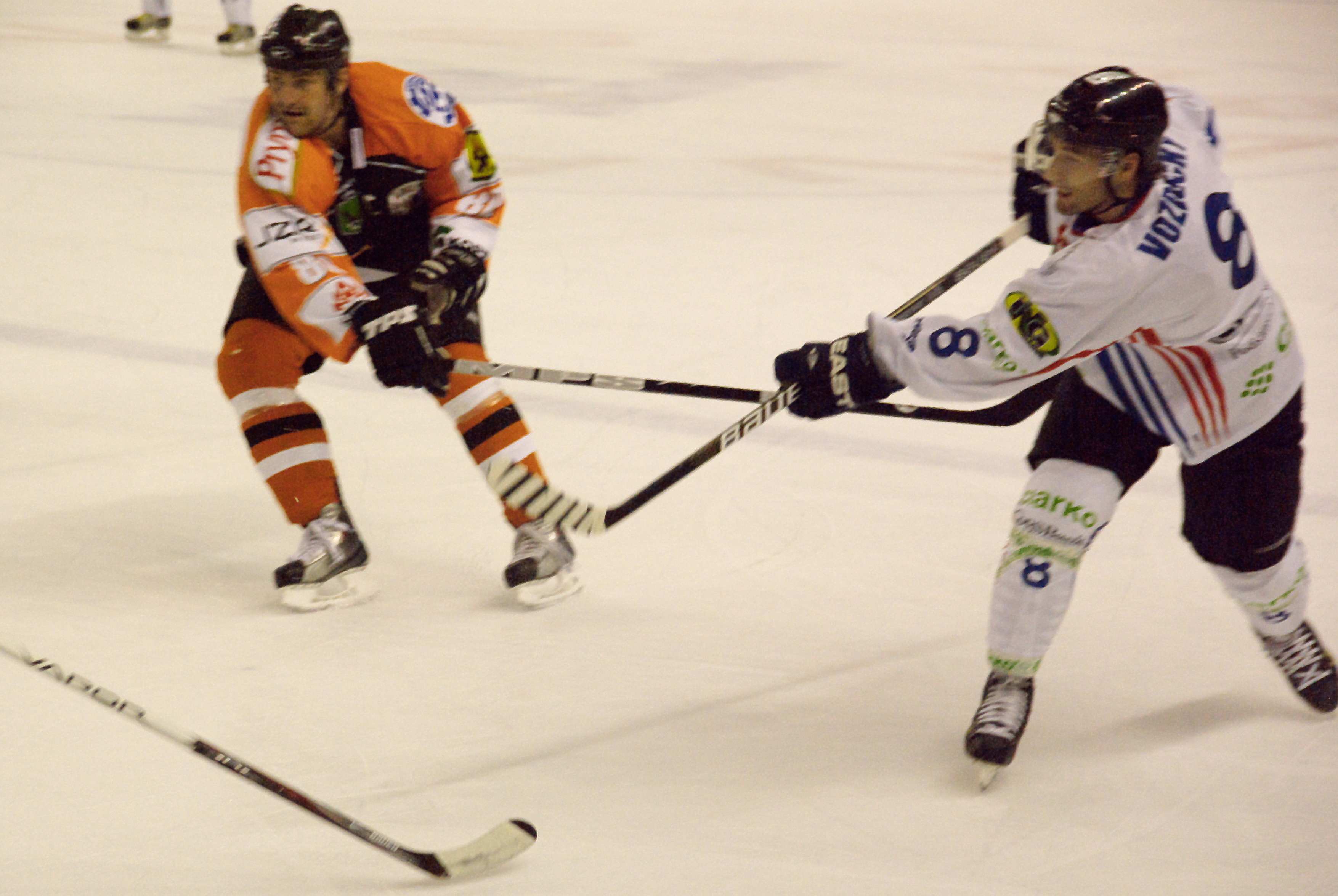
Milan Furo (z lewej) w barwach JKH Jastrzębie (2010). Z prawej Czech Martin Vozdecký (KH Sanok)

Milan Furo (ur. 27 lutego 1974) – słowacki hokeista.

## Kariera klubowa
- Spartak Dubnica (1995–1996)
- Matador Púchov (1995–1998)
- Spartak Dubnica (1998–1999)
- Podhale Nowy Targ (1999)
- GKS Katowice (1999–2002)
- Braunlager SC/Harz (2002–2003)
- GKS Katowice (2003–2004)
- TKH Toruń (2004–2007)
- Stoczniowiec Gdańsk (2007-2010)
- GKS Jastrzębie (2010–2011)[1]
- HC GKS Katowice (2011–2012)

## Sukcesy
Klubowe
- Złoty medal 1. ligi słowackiej: 1999 ze Spartakiem Dubnica